# Pierre Petitperrin
Pierre, Eugène, Athanase Petitperrin, né le 2 mai 1768 à Andelarre et mort le 27 janvier 1832 à Vesoul, fut député de la Haute-Saône.

## Biographie
Procureur impérial à Vesoul sous le Premier Empire, il conserve ses fonctions sous la Restauration. Il est député de la Haute-Saône de 1824 à 1827, siégeant avec la majorité ministérielle.
Pierre Petitperrin décède au 1 rue des Illottes à Vesoul.

## Sources
- « Pierre Petitperrin », dans Adolphe Robert et Gaston Cougny, Dictionnaire des parlementaires français, Edgar Bourloton, 1889-1891 [détail de l’édition]

## = Liens externes
- Ressources relatives à la vie publique :   - base Léonore
  - Base Sycomore